# Tecia Torres
Tecia Torres (Fall River, 16 agosto 1989) è una lottatrice di arti marziali miste statunitense di origini portoricane.
Combatte nella divisione dei pesi paglia per l'organizzazione UFC.
In precedenza ha combattuto anche in Invicta FC.
Come lottatrice di MMA dilettante è stata campionessa in tre differenti promozioni statunitensi, e vanta titoli anche nella kickboxing, nel muay thai e nel grappling.
È stata premiata Strawweight of the Year ai Women's Mixed Martial Arts Awards nel 2013.
Per le classifiche unificate è la numero 8 al mondo nella categoria dei pesi paglia.

## Biografia
Tecia Torres nasce a Fall River in Massachusetts nel 1989 da padre portoricano e madre portoghese-irlandese.
Inizia a praticare arti marziali orientali dall'età di 5 anni: Karate e Taekwondo le principali discipline, ma successivamente iniziò a combattere in tornei di Muay Thai e Kickboxing con un record di 16-4.
Tra il 2010 ed il 2012 ha vinto tre titoli IKF di kickboxing, un titolo IMTC di muay thai ed un titolo NAGA di grappling.
Segue uno stile di vita straight edge.

## Carriera nelle arti marziali miste

### Dilettantismo
La carriera di Tecia Torres come lottatrice dilettante di arti marziali miste inizia nel 2011: in un paio di anni prenderà parte ad eventi disseminati in vari stati degli USA, ottenendo subito quattro vittorie consecutive le prime due delle quali per finalizzazione.
Nel 2012 in soli due mesi vince tre titoli dilettantistici in tre differenti organizzazioni, sconfiggendo ai punti rivali di buon livello e mettendosi in luce come uno dei pesi paglia più promettenti della nazione.

### Invicta Fighting Championships
Sempre nel 2012 passa al professionismo e si unisce alla divisione dei pesi paglia nella neonata organizzazione statunitense Invicta FC, promozione solamente femminile che puntava a diventare la promozione di riferimento delle WMMA.
Esordisce nell'evento Invicta FC 3: Penne vs. Sugiyama contro l'altra debuttante nel professionismo Kaiyana Rain, imponendosi ai cartellini dei giudici.
Nel gennaio 2013 sconfigge con merito la giovane Paige VanZant (record: 2-0), ed ormai confermatasi come una possibile top 10 di categoria Tecia affronta in luglio l'altra precoce stella della divisione Rose Namajunas (record: 2-0), anch'essa imbattuta professionista che debuttò direttamente in Invicta: Torres ebbe vita dura e riuscì con difficoltà ad uscire dalle sottomissioni dell'avversaria, ma alla fine la spuntò per decisione unanime con i punteggi di 30-27, 29-28 e 29-28.
Portò il proprio record a 4-0 in dicembre dominando la popolare Felice Herrig (record: 9-4), e al termine dell'incontro venne sfidata dalla campionessa in carica Carla Esparza, compagna di team della Herrig.

### Ultimate Fighting Championship
Nel dicembre 2013 la prestigiosa promozione UFC mise sotto contratto 11 lottatrici dei pesi paglia Invicta FC allo scopo di creare la nuova divisione femminile nella promozione e di lanciare una stagione del reality show The Ultimate Fighter incentrata su tali atlete: Torres fu tra le scelte di Dana White.
Nel primo turno del torneo Tecia, la quale era la scelta #3 durante la formazione delle due squadre, venne opposta alla #14 caldea-canadese Randa Markos-Thomas (record: 4-1): la Torres subì un clamoroso upset venendo sconfitta dalla sfavorita rivale ai punti al termine di un terzo round extra dopo che i primi due round avevano visto il match in equilibrio.
Nonostante la sconfitta la Torres venne chiamata a sostituire l'infortunata Justine Kish nel match contro la sua compagna di squadra Bec Rawlings (record: 5-3) e dovette cambiare team, venendo inserita nella squadra di Anthony Pettis nella quale militavano le rivali Carla Esparza e Felice Herrig: Tecia s'impose per decisione unanime vincendo entrambi i round.
Tecia dovette poi arrendersi per la seconda volta nei quarti di finale, dove venne sconfitta ai punti dalla rivale Carla Esparza.
Nel match del debutto ufficiale in UFC Tecia sconfigge agevolmente Angela Magaña ai punti. A maggio del 2015 ottenne un'altra vittoria per decisione unanime sconfiggendo Angela Hill.
A dicembre avrebbe dovuto affrontare Michelle Waterson, ma il 24 novembre quest'ultima subì un infortunio e venne sostituita da Jocelyn Jones-Lybarger. La Torres trionfò battendo la sua avversaria per decisione unanime.
Il 16 aprile 2016 dovrà affrontare nuovamente Rose Namajunas. Il primo match tra le due lottatrici, che si tenne nel 2013 in un evento della promozione Invicta FC, finì con una vittoria per decisione unanime a favore della Torres. Questa volta fu invece la Namajunas a trionfare per decisione unanime.

### Risultati nelle arti marziali miste
Gli incontri segnati su sfondo grigio si riferiscono ad incontri di esibizione non ufficiali o comunque non validi per essere integrati nel record da professionista.
| Risultato | Record | Avversario             | Metodo                           | Evento                                      | Data              | Round | Tempo | Città                        | Note                                            |
| --------- | ------ | ---------------------- | -------------------------------- | ------------------------------------------- | ----------------- | ----- | ----- | ---------------------------- | ----------------------------------------------- |
| Vittoria  | 13-5   | Angela Hill            | Decisione (unanime)              | UFC 265: Lewis vs. Gane                     | 7 agosto 2021     | 3     | 5:00  | Houston, Stati Uniti         |                                                 |
| Vittoria  | 12-5   | Sam Hughes             | KO tecnico (stop medico)         | UFC 256: Figueiredo vs. Moreno              | 12 dicembre 2020  | 1     | 5:00  | Las Vegas, Stati Uniti       |                                                 |
| Vittoria  | 11-5   | Brianna Van Buren      | Decisione (unanime)              | UFC on ESPN: Blaydes vs. Volkov             | 20 giugno 2020    | 3     | 5:00  | Las Vegas, Stati Uniti       |                                                 |
| Sconfitta | 10-5   | Marina Rodriguez       | Decisione (unanime)              | UFC Fight Night: Shevchenko vs. Carmouche 2 | 10 agosto 2019    | 3     | 5:00  | Montevideo, Uruguay          |                                                 |
| Sconfitta | 10-4   | Zhang Weili            | Decisione (unanime)              | UFC 235: Jones vs. Smith                    | 2 marzo 2019      | 3     | 5:00  | Las Vegas, Stati Uniti       |                                                 |
| Sconfitta | 10-3   | Joanna Jędrzejczyk     | Decisione (unanime)              | UFC on Fox: Alvarez vs. Poirier 2           | 28 luglio 2018    | 3     | 5:00  | Calgary, Canada              |                                                 |
| Sconfitta | 10-2   | Jéssica Andrade        | Decisione (unanime)              | UFC on Fox: Emmett vs. Stephens             | 24 febbraio 2018  | 3     | 5:00  | Orlando, Stati Uniti         |                                                 |
| Vittoria  | 10-1   | Michelle Waterson      | Decisione (unanime)              | UFC 218: Holloway vs. Aldo 2                | 2 dicembre 2017   | 3     | 5:00  | Detroit, Stati Uniti         |                                                 |
| Vittoria  | 9-1    | Juliana Lima           | Sottomissione (rear-naked choke) | The Ultimate Fighter: Redemption Finale     | 7 luglio 2017     | 2     | 0:53  | Las Vegas, Stati Uniti       | Performance of the Night                        |
| Vittoria  | 8-1    | Bec Rawlings           | Decisione (unanime)              | UFC Fight Night: Bermudez vs. Korean Zombie | 4 febbraio 2017   | 3     | 5:00  | Houston, Stati Uniti         | Incontro catchweight (117,5 lb)                 |
| Sconfitta | 7-1    | Rose Namajunas         | Decisione (unanime)              | UFC on Fox: Teixeira vs. Evans              | 16 aprile 2016    | 3     | 5:00  | Tampa, Stati Uniti           |                                                 |
| Vittoria  | 7-0    | Jocelyn Jones-Lybarger | Decisione (unanime)              | UFC 194: Aldo vs. McGregor                  | 12 dicembre 2015  | 3     | 5:00  | Las Vegas, Stati Uniti       |                                                 |
| Vittoria  | 6-0    | Angela Hill            | Decisione (unanime)              | UFC 188: Velasquez vs. Werdum               | 13 giugno 2015    | 3     | 5:00  | Città del Messico, Messico   |                                                 |
| Vittoria  | 5-0    | Angela Magaña          | Decisione (unanime)              | The Ultimate Fighter 20 Finale              | 12 dicembre 2014  | 3     | 5:00  | Las Vegas, Stati Uniti       | Debutto in UFC                                  |
| Sconfitta | NU     | Carla Esparza          | Decisione (maggioranza)          | The Ultimate Fighter 20                     | 3 dicembre 2014   | 2     | 5:00  | Las Vegas, Stati Uniti       | Torneo dei Pesi Paglia TUF 20, Quarti di finale |
| Vittoria  | NU     | Bec Rawlings           | Decisione (unanime)              | The Ultimate Fighter 20                     | 12 novembre 2014  | 2     | 5:00  | Las Vegas, Stati Uniti       | Torneo dei Pesi Paglia TUF 20, Primo turno      |
| Sconfitta | NU     | Randa Markos           | Decisione (unanime)              | The Ultimate Fighter 20                     | 10 settembre 2014 | 3     | 5:00  | Las Vegas, Stati Uniti       | Torneo dei Pesi Paglia TUF 20, Primo turno      |
| Vittoria  | 4-0    | Felice Herrig          | Decisione (unanime)              | Invicta FC 7: Honchak vs. Smith             | 7 dicembre 2013   | 3     | 5:00  | Kansas City, MO, Stati Uniti |                                                 |
| Vittoria  | 3-0    | Rose Namajunas         | Decisione (unanime)              | Invicta FC 6: Coenen vs. Cyborg             | 13 luglio 2013    | 3     | 5:00  | Kansas City, MO, Stati Uniti |                                                 |
| Vittoria  | 2–0    | Paige VanZant          | Decisione (unanime)              | Invicta FC 4: Esparza vs. Hyatt             | 5 gennaio 2013    | 3     | 5:00  | Kansas City, KS, Stati Uniti |                                                 |
| Vittoria  | 1–0    | Kaiyana Rain           | Decisione (unanime)              | Invicta FC 3: Penne vs. Sugiyama            | 6 ottobre 2012    | 3     | 5:00  | Kansas City, KS, Stati Uniti | Debutto in Invicta FC                           |
| Vittoria  | NU     | Amber Stautzenberger   | Decisione (unanime)              | ABC: Rumble at Renegades 11                 | 16 luglio 2012    | 3     | 3:00  | West Palm Beach, Stati Uniti | Vince il titolo dei Pesi Paglia ABC             |
| Vittoria  | NU     | Ashley Greenway        | Decisione (unanime)              | USFFC 5: Battle Forged                      | 23 giugno 2012    | 5     | 4:00  | Marion, Stati Uniti          | Vince il titolo dei Pesi Paglia USFFC           |
| Vittoria  | NU     | Jamie Moyle            | Decisione (unanime)              | MMASG: Bone Island Fights                   | 17 maggio 2012    | 3     | 3:00  | Key West, Stati Uniti        | Vince il titolo dei Pesi Paglia MMASG           |
| Vittoria  | NU     | Sarah McLeod           | Decisione (unanime)              | Victory FC 37                               | 13 aprile 2012    | 3     | 3:00  | Council Bluffs, Stati Uniti  |                                                 |
| Vittoria  | NU     | Jill Valenzuela        | Decisione (unanime)              | Major League Cage Fighting                  | 25 febbraio 2012  | 3     | 3:00  | Port St. Lucie, Stati Uniti  |                                                 |
| Vittoria  | NU     | Rebecca Gruitza        | KO Tecnico (pugni)               | NAAFS: Caged Fury 15                        | 15 ottobre 2011   | 1     | 0:28  | Cleveland, Stati Uniti       |                                                 |
| Vittoria  | NU     | Ivey Turner            | Sottomissione (rear naked choke) | Wild Bill's Fight Night 40                  | 23 settembre 2011 | 2     | 2:43  | Duluth, Stati Uniti          |                                                 |